# West from Home
West from Home (pol : Na zachód od domu, Listy do domu)  to książka Laury Ingalls Wilder, wydana po raz pierwszy w roku 1974, często liczona jako jedenasty tom jej cyklu Mały domek. Utwór nie został przetłumaczony na język polski.

Książka, to przede wszystkim seria listów, wysłanych przez Wilder do męża Almanza w roku 1915, w trakcie odwiedzin u córki Rose Wilder Lane w San Francisco, na Międzynarodowej Wystawie. Pierwszy list został napisany już podczas podróży, dnia 21 sierpnia 1915 roku, a ostatni 22 października, na kilka dni przed odjazdem. Listom towarzyszą liczne zdjęcia oraz komentarze Rogera Lea MacBride'a.